# Bleščica
Bleščica je bleščeč (praviloma okrogel ali ovalen) okrasek za obleke ali modne dodatke.
Do 20. stoletja so bile izdelane iz kovine, sedaj jih izdelujejo praviloma iz plastike in metalizirajo.
Bleščice prišijejo na obleke (večerne obleke, tančice za trebušni ples, pustne kostime,plesne obleke) in dodatke oblekam (ročne torbice, klobuki, okrasne rute, ...).